# No alla violenza
No alla violenza è un film poliziesco italiano del 1977 diretto da Tano Cimarosa.

## Trama
Messina. Il commissario Moretti svolge una serrata lotta alla mafia, servendosi talvolta anche di metodi violenti e sbrigativi pur di opporsi alla criminalità dilagante. Nel corso di una fuga, alcuni malviventi travolgono e uccidono una bambina: Tano, il padre della bambina, non si dà pace e decide di vendicarsi trasformandosi in un vero e proprio giustiziere, uccidendo tutti i criminali che riesce a individuare.
In una delle sue azioni, Tano trova il nascondiglio in cui è tenuta sequestrata la moglie di un ricco imprenditore e riesce a liberarla, ma gli agenti della polizia, sopraggiunti nel frattempo, lo scambiano per uno dei rapitori e gli sparano prima che il commissario Moretti, che lo aveva riconosciuto, possa fermarli.